# Floraleda Sacchi

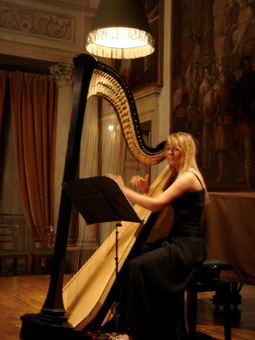
Floraleda Sacchi (2005)

Floraleda Sacchi (* 14. Juni 1978 in Como) ist eine italienische Harfenistin, Komponistin und Musikwissenschaftlerin.

## Wirken
Floraleda Sacchi spielt Pedalharfe, Keltische Harfe, Elektroharfe sowie historische Harfen und erhielt ihre Ausbildung am Conservatorio di Musica Giuseppe Verdi di Como. Bei internationalen Festivals tritt sie als Solistin mit Orchester auf und spielt regelmäßig bei Fernseh- und Rundfunkaufnahmen. Neben Konzertauftritten innerhalb Europas war sie in Japan und den USA zu Gast. Seit 2006 ist sie künstlerische Direktorin des LakeComo Festivals.
Sie konzertierte unter anderem an folgenden Orten: Carnegie Hall-Weill Recital Hall (New York), United Nations Palace (New York), KlangBogen (Wien), Gewandhaus (Leipzig), Konzerthaus (Berlin), Sala Verdi (Mailand), Teatro Valle (Rom), Matsuo Hall (Tokio), Prefectural Hall Alti (Kyoto), Teatro Municipal de Lima (Peru), Salle Varese (Lyon), Gasteig (München), Hypo-Kunsthalle (München), Concerts de la Croix Rouge (Genf), Theatre Bellevue (Amsterdam), Gessler Hall (Vancouver), CBC - Glenn Gould Studio (Toronto), Teatro Bibiena (Mantua), Emilia Romagna Festival, Festival Pontino, Lamspringer September, Stiftung Rosengart (Luzern).
Eine von ihr verfasste Biografie über den englischen Harfenisten und Komponisten Elias Parish Alvars erschien 1999.

## Publikationen

### Tonträger
- Una storia scritta in cielo. Music composed and performed by Floraleda Sacchi (Multimedia, Como) 1999.
- The Riddle of the Rough. Music by David Clark Little (Adnarim, USA) 2000
- Musica da camera. (Stradivarius) 2002 published also with Amadeus Journal
- Jan Krtitel Krumpholtz: Six sonatas for flute and harp op. 8. Claudio Ferrarini (flute), Floraleda Sacchi (harp). (Aulia) 2005
- Suite en Duo. Claudio Ferrarini (flute), Floraleda Sacchi (harp). Music by: Erik Satie; Philip Glass; Ástor Piazzolla; Jean Cras; Ravi Shankar; Nino Rota. (Philips Records - Universal Music Group) 2007
- Chiaroscuro. Floraleda Sacchi (harp). Music composed and performed by Floraleda Sacchi (Amadeus Arte for iTunes). 2007
- Parole Alate. 2 DVD collecting the 3rd edition of Parole Alate, a festival organized by Università degli studi of Milano, to promote ancient Greek literature. Lamberto Puggelli (Director), Dario Del Corno, Giuseppe Zanetto (Texts selection), Floraleda Sacchi (music and arrangements performed on harp). Texts read by: Moni Ovadia, Luciano Virgilio (L'eredità di Pericle), Massimo Foschi, Franco Graziosi (La morte di Cesare), Laura Marinoni, Umberto Ceriani, Ferruccio Soleri (Serse e Leonida), Massimo Popolizio (Alexander the Great) (CTU). 2008
- Sweet Dreams. Floraleda Sacchi is guest artist in the CD by Neja. (Exclaim. 2008)
- Namah. Floraleda Sacchi perform Nell'autunno del suo abbraccio insonne by Peter Machajdík. (Musica Slovaka, 2008)
- MINIMAL HARP. Floraleda Sacchi (harp & percussion). Music by: Lou Harrison; Philip Glass; György Ligeti; Nicola Campogrande; Henry Cowell; John Cage; Peter Machajdík; Michael Nyman. (DECCA - Universal Music Group) 2008. Cat. No. 476 3172
- Sophia Dussek: Works for solo Harp. Floraleda Sacchi (arpa). (Tactus). 2009. Cat. No. 772801
- Il Sangue, La Neve. Memorandum su Anna Politkovskaja (DVD). Actor: Ottavia Piccolo. Original Soundtrack: Floraleda Sacchi. Text: Stefano Massini. Montaggio: Andrea Nobile. Photography: Gianfranco Saponari. Director: Silvano Piccardi and Felice Cappa. Production RAIDUE PALCOSCENICO, RAITRADE, LA CONTEMPORANEA srl. PromoMusic.it See the movie
- Ave maria Adagios. Floraleda Sacchi (Harfe). (Ozella Music) 2010. Cat. No. OZ030
- Harp Dances. Floraleda Sacchi (Harp). (DECCA - Universal Music Group) 2010. Cat. No. 476 3856
- Evocaciones. Floraleda Sacchi (harp) plays Claudia Montero (Amadeus Arte for iTunes). 2010
- Harp Favorites. Floraleda Sacchi (arpa). (Deutsche Grammophon, 2010). Cat. No. 476 4149. A collection of famous classics by JS Bach, Corelli, Pachelbel, Purcell, Handel...
- Specifications. Floraleda Sacchi (harp), music by David Clark Little, (Amadeus Arte, 2011) Cat. No. AA11002
- Inside the Tree. Floraleda Sacchi (harp), Piero Salvatori (cello), music by Peter Machajdík, (Amadeus Arte, 2011) Cat. No. AA11003
- Images. Sonia Formenti (flauto), Floraleda Sacchi (arpa), music by Daniele Garella, (Amadeus Arte, 2011) Cat. No. AA11005
- Happy Birthday John!. Floraleda Sacchi (arpa), music by John Cage, (Amadeus Arte, 2012) Cat. No. AA12001
- Philip Glass: Metamorphosis. Floraleda Sacchi (arpa), music by Philip Glass, (Amadeus Arte, 2012) Cat. No. AA12002
- Classica 2011. Various Artists and Floraleda Sacchi. (Deutsche Grammophon, 2011) Cat. No. 480 5404
- Casa Mia. With Marco Berti (tenor). (MB Classics, 2012). Music by Ruggero Leoncavallo, Giacomo Puccini, Pietro Mascagni
- Happy Birthday John!. Floraleda Sacchi (harp), music by John Cage, (Amadeus Arte, 2012) Cat. No. AA12001
- Philip Glass: Metamorphosis. Floraleda Sacchi (harp), music by Philip Glass, (Amadeus Arte, 2012) Cat. No. AA12002
- Cristian Carrara: Ludus. Con Piero Salvatori (cello) e Antonella Ruggiero (voice). Music by Cristian Carrara for solo harp, voice and harp, cello and harp. (Amadeus Arte, 2013) cat. No. AAP13001
- Alphonse Hasselmans: Music For Harp. (Brilliant Classics, 2013). Cat. No. 94625
- Manuel De Sica. Includes 'Kojiki, Preludio, Epitaffio e Danza" for Harp and String Orchestra. Soloist Floraleda Sacchi, Flavio Emilio Scogna (director), Orchestra Filarmonica Arturo Toscanini. (Brilliant Classics, 2013)
- I Milionari. Motion picture soundtrack of the movie by Alessandro Piva composed by Andrea Farri for harp and electronics performed by Floraleda Sacchi. (Lions Productions, 2013)

### Artikel
- "Elias Parish Alvars", HARPA n. 30, 1999
- "Masterclass di Judy Loman", HARPA n. 37, 2000
- "A conversation with Judy Loman", HARPA n. 34, 2000
- "The 7th World Harp Congress", HARPA n. 32–33, 2000
- "Ask it to Salzedo", EOLUS Bulletin, HARPA, Autumn 2001
- "Introducing Parish Alvars", American Harp Journal 2009
- "Parish Alvars in Italy", World Harp Congress Review, 2009
- "Sophia Dussek|Sophia Corri Dussek", World Harp Congress Review, 2009

### Bücher
- Elias Parish Alvars, Life, Music, Documents: annotated catalogue of his works for harp, piano, orchestra and voice, Odilia Publishing, 1999 - ISBN 3-9521367-1-9. 220 pag, 40 ill.
- "Specchio", Gedicht mit Zeichnungen von Cristoforo Mantegazza. Pulcino Elefante Editions, 2004
- "Violette", Gedicht mit Zeichnungen von Cristoforo Mantegazza. Pulcino Elefante Editions, 2004

### Partituren

#### Harfe
- "Enrique Granados: Album per arpa: Valses Poeticos - Danzas Españolas (2. Oriental, 5. Andaluza, 7. Valenciana, 8. Asturiana). Ut Orpheus, HS 176
- "Johann Sebastian Bach: Toccata e fuga in D minor BWV 565". Arrangiamento di Floraleda Sacchi. Ut Orpheus, HS 177.
- "Isaac Albéniz: Album per arpa: Suite Española op. 47 (5. Asturias, 8. Cuba) - 2 Danzas Españolas op. 164 (1. Jota, 2. Tango). Ut Orpheus, HS 175
- "Sophia Corri Dussek: Main Works for Solo Harp" (6 Sonatas op. 2, Introduction & Waltz, French Air, C'est l'Amour, La Chasse). Ut Orpheus, HS 174
- "the Baroque Harp": 18 pezzi celebri trascritti per arpa. Johann Sebastian Bach: Toccata con Fuga BWV 565; Adagio dal Concerto BWV 974 su un tema di A. Marcello; Preludio n. 1 BWV 846 dal Clavicembalo ben temperato; Adagio. Sinfonia dalla Cantata BWV 156; Tempo di Borea dalla Partita n. 1 per Violino BWV 1002 - Arcangelo Corelli: Adagio dal Concerto Grosso op. 6 n. 4; Adagio dalla Sonata op. 5 n. 5; Giga dalla Sonata op. 5 n. 9 - François Couperin: Sarabanda dal Concert Royal n. 4 - Georg Friedrich Händel: The Arrival of the Queen of Sheba; Sinfonia dall'Oratorio Solomon HWV 67; Passacaglia dalla Suite n. 7 HWV 432; Sarabanda dalla Suite n. 4 HWV 437; Larghetto dal Concerto op. 4 n. 6 HWV 294 - Johann Pachelbel: Canone da Canone e Giga PWV 37 - Domenico Paradisi: Toccata dalla Sonata n. 6 per Clavicembalo - Henry Purcell: Hornpipe ZT 685; Hornpipe ZT 570 - Antonio Vivaldi: Largo dal Concerto op. 8 n. 4 «Inverno». Ut Orpheus HS 183
- "Franz Schubert: Three Romances (Frühlingsglaube, Du bist die Ruh, Standchen)". Arranged by Elias Parish Alvars, edited by Floraleda Sacchi. Amadeus Arte, 2007
- "Elias Parish Alvars: Illustrazioni della poesia italiana op. 97, vol. 1: Francesco Petrarca". Amadeus Arte, 2007
- "Elias Parish Alvars: Fantaisie sur des motifs italiens op. 57". Amadeus Arte, 2007
- "Elias Parish Alvars: Ricordi di Napoli: Serenata op. 83, Il Mandolino op. 84, Il Pappagallo op. 85, Marcia op. 87". Amadeus Arte, 2007
- "Elias Parish Alvars: Scenes of my Youth or the Pleasures and the Sorrows of an Artist" (9 Romances op. 42, 48, 56 & Gran Fantasia op. 75). Amadeus Arte, 2007
- "Elias Parish Alvars: Sultan's Favourite March op. 30 & Travel of a Harpist in the Orient op. 62" (1. Souvenir of Bosphore, 2. Bulgarian Dance, 3. Hebrew Air from Philipolis, 4. Armenian Air, 5. Sultan's Parade March, 6. Greek Song from Santorini). Amadeus Arte, 2007
- "Elias Parish Alvars: A Collection of easy pieces" (12 Favourite Airs, Lights and Shadows (2 Romances and a Waltz), Hungarian March, Barcarola, Fantasia on themes from La Figlia del Reggimento by Donizetti, The Plaint of a Young Girl op. 64). Amadeus Arte, 2007

#### Kammermusik
- "Verdi, Giuseppe: Fantasia su temi de 'La Traviata" for Flute and Harp. Edited by Floraleda Sacchi. Amadeus Arte, 2007
- "Ernest II. von Sachsen-Coburg-Gotha: Casilda Fantasia" for Flute and Harp. Edited and corrected by Floraleda Sacchi from the original score by Franz Doppler and Antonio Zamara for Flute, Harp and Orchestra. Amadeus Arte, 2007
- "Ernst Theodor Amadeus Hoffmann: Quintette" for Harp and String Quartet. Amadeus Arte, 2007
- "Franz Liszt: Am grabe Richard Wagner" for or Harp and String Quartet. Amadeus Arte, 2007

## Preise (Auswahl)
- 1996
  - Financial award of Italia Nostra for best student of the year at Como Conservatory of Music.
  - Financial award of Società Umanitaria (Mailand).
  - X F. Schubert Competition (Tagliolo, Alessandria): 3. prize as soloist
  - XI Rovere d’Oro Prize (San Bartolomeo al Mare, Imperia): 2. prize as soloist
- 1997
  - Viglianoviva Competition (Vigliano, Biella): 1. prize as soloist
  - IV A.Gi. Mus. Competition (Varenna, Lecco): 1. prize as soloist
  - Concorso Musicale Italiano (Cortemilia, Cuneo): 2. prize as soloist
  - Jupiter Competition "Genova 1997" (Genua): 2. prize as soloist
- 1998
  - VII TIM – Torneo Internazionale di Musica (Rom): 1. prize ("Diploma d’onore") as soloist
  - Concours Internationaux UFAM – Union des Femmes Artistes et Musiciennes (Paris): 2. prize as soloist
  - XII Città di Cento Competition (Cento, Ferrara): 3. prize as soloist
- 1999
  - Harpa Award Prize by World Harp Society, International Harp Centre (Basel, Schweiz) for her book Elias Parish Alvars: Life, Music, Documents
- 2002
  - TIM - Torneo Internazionale di Musica (Rom), "Diploma d'onore" with Æolian Harp Duo
  - TIM - Torneo Internazionale di Musica (Rom), "Diploma d'onore" as soloist
  - Galbiati-Beltrami Prize (Mailand), 1. prize with Allegro Ensemble (Ravel: Introduction et Allegro, Debussy: Prélude à l’après-midi d’un faune)
  - XI "Riviera della Versilia" Competition: 1st prize with Æolian Harp Duo
- 2003
  - Honorary member of Rotary International (Rotary Club Milano Europa) for her artistic careear.
  - Sinfonia Toronto Concerto Competition (Toronto, Kanada), 2. prize
- 2007
  - Honorary member of Unione Nazionale Scrittori e Artisti for her artistic careear.